# Krautscheid (Buchholz)
Krautscheid ist ein Ortsteil der Ortsgemeinde Buchholz (Westerwald) im Landkreis Neuwied im nördlichen Rheinland-Pfalz. Bis 1974 war Krautscheid eine eigenständige Gemeinde.

## Geographie
Das Dorf liegt im Niederwesterwald nordwestlich des Hauptortes Buchholz. Im Westen des Ortes verläuft die Landesgrenze zu Nordrhein-Westfalen. Krautscheid ist über die Landesstraße 275 mit dem Hauptort und dem Buchholzer Ortsteil Kölsch-Büllesbach sowie mit der Bundesstraße 8 verbunden.

## Geschichte
Landesherrlich gehörte Krautscheid zum Kurfürstentum Köln. Der Ort war namensgebend für die „Honnschaft Krautscheid“, die zum Kirchspiel Asbach gehörte und der Verwaltung des Mitte des 13. Jahrhunderts entstandenen kurkölnischen Amtes Altenwied unterstand. Zur Honnschaft gehörten 1670 die Orte Krautscheid, Buchholz, Büllesbach, Dammig, Hammelshahn, Jungeroth, Seifen, Solscheid, Wallroth und Werthenbruch, später auch Hähnchenhof und Priestersberg. 1659 hatte die Honschaft Krautscheid 40 und 1789 87 Häuser.
Die Herrschaft Kurkölns endete 1803 nach über 500 Jahren mit dem Reichsdeputationshauptschluss. Das kurkölnische Gebiet in dieser Region wurde zunächst dem Fürstentum Wied-Runkel zugeordnet und kam 1806 aufgrund der Rheinbundakte zum Herzogtum Nassau. Die Honnschaft Krautscheid unterstand anschließend der Verwaltung des nassauischen Amtes Altenwied. Nach den auf dem Wiener Kongress geschlossenen Verträgen wurde das Gebiet 1815 an das Königreich Preußen abgetreten.
Krautscheid wurde eine Gemeinde im damals neu gebildeten Kreis Neuwied im Regierungsbezirk Koblenz und von der Bürgermeisterei Asbach verwaltet. Nach einer Volkszählung aus dem Jahr 1885 hatte die Gemeinde Krautscheid mit ihren zwölf Ortsteilen 970 Einwohner, die in 201 Wohngebäuden lebten.
Krautscheid mit seinen Ortsteilen war bis 1974 eine eigenständige Gemeinde und hatte zuletzt 1.492 Einwohner. Aus ihr und den gleichzeitig aufgelösten Gemeinden Elsaff (500 Einwohner, Buchholzer Anteil) und Griesenbach (355 Einwohner) wurde am 16. März 1974 die Ortsgemeinde Buchholz (Westerwald) neu gebildet. 1987 zählte Krautscheid 165 Einwohner.